# Valora
Valora est une entreprise suisse active dans le commerce de détail.

## Histoire
Fondée en 1905 à Olten (canton de Soleure), sous le nom de Schweizer Chocoladen und Colonialhaus, la société était à l'origine spécialisée dans le commerce du chocolat.
En 2014, Valora gère 2 400 points de vente en Europe dont plus de 1 000 en Suisse. Son chiffre d'affaires est de 1,9 milliard de francs suisses et l'entreprise emploie 4 435 personnes à cette date.

## Marque
Valora exploite notamment les kiosques K-Kiosk, la chaîne de cafés Caffè Spettacolo, les magasins Press&Books et Avec et les boutiques de bretzels Ditsch et Brezelkönig. Les kiosques Naville, rachetés en 2014, ont été intégrés aux autres marques du groupe.